# Ниппон Будокан
Ниппон Будокан (яп. 日本武道館, Nippon Budōkan), сокращенно Будокан — крытая арена в Токио, районе Тиёда.

## История
Ниппон Будокан первоначально был построен для первых олимпийских соревнований по дзюдо на Олимпийских играх 1964 года. Ниппон Будокан переводится как «Зал боевых искусств». Хотя его основная цель — проводить соревнования по боевым искусствам, арена приобрела дополнительную известность как одно из самых знаковых мест проведения музыкальных представлений в мире. Будокан какое-то время был популярным местом проведения японской профессиональной борьбы, и здесь проводилось множество других спортивных мероприятий, таких как Чемпионат мира по волейболу среди женщин 1967. Во время Олимпийских игра 2020 года прошли соревнования по дзюдо и олимпийский дебют карате.

### Строительство
Ниппон Будокан был построен в парке Китаномару возле императорского дворца. Строительство было завершено 3 октября 1964 года при финансовой поддержке Его Величества Императора. Архитектором проекта был Мамору Ямада.
Он вмещает более 14000 зрителей и построен по образцу восьмиугольного Юмедоно (Зала видений или Зала снов) в храме Хорю-дзи в Наре..

### События в Будокане
Будокан также является местом проведения ряда ежегодных мероприятий, включая Национальную мемориальную службу погибшим в войне, которая проводится каждый год 15 августа, в день капитуляции Японии во Второй мировой войне. Присутствуют император, императрица Японии и премьер-министр. В ноябре в Будокане проходит двухдневный военно-музыкальный фестиваль Сил самообороны Японии (воздушный, морской и наземный) вместе с японским оркестром армии США. В Будокане также проводятся национальные школьные соревнования по каллиграфии.

## Культурные мероприятия
Основная цель Будокана — проведение национальных соревнований по боевым искусствам всех видов, включая айкидо, дзюдо, карате, кендо и т. д. Также проводятся соревнования по рестлингу и кикбоксингу. В 1976 году боксер Мухаммед Али дрался в Будокане с легендой японского рестлинга Антонио Иноки.
Кроме спортивных мероприятий в Будокане также проходят музыкальные представления. The Beatles были первой западной поп-группой, выступившей здесь в 1966 году, что было негативно воспринято некоторыми консервативно настроенными японцами, так как до этого арена использовалась только для культовых в Японии крупнейших соревнований по единоборствам. Позже, в 1970-х, альбомы «Live at the Budokan» были записаны многими артистами и группами. В 1977 году Оркестр Поля Мориа дал здесь сразу два аншлаговых концерта за день.
27 сентября 2022 года в зале «Ниппон Будокан» прошла церемония государственных похорон премьер-министра Синдзо Абэ.